# جایزه دسامبر
جایزه دسامبر (به فرانسوی: Prix Décembre) که در آغاز «جایزه نوامبر» خوانده می‌شد، جایزه‌ای است ادبی که به لطف فیلیپ دنری (Philippe Dennery) مالک شرکت Cassegrain به سال ۱۹۸۹ بنیان گذاشته‌شد. این شخص در پی انتخاب میشل ولبک (به فرانسوی: Michel Houellebecq) به عنوان اعتراض از هیئت داوران کناره گرفت و پیر برژ، از بنیانگذاران خانه مد ایو سن لوران، به جای او حامی مالی جایزه شد. پس از این جابجایی، نام این جایزه از نوامبر به دسامبر تغییر کرد.
مبلغ جایزه دسامبر ۳۰۰۰۰ یورو است که در آخرین روز ماه اکتبر و شروع ماه نوامبر هر سال طی مراسمی ابتدا در هتل مجلل Lutetia و از ۲۰۱۴ در تئاتر شانزه‌لیزه پاریس به نویسنده‌ای اعطا می‌گردد که از نظر هیئت داوران لایق دریافت جایزه گنکور بوده ولی به هر دلیلی این جایزه به او تعلق نگرفته‌است. اریک نئوف، آملی نوتومب و فیلیپ سولرس (Philippe Sollers) از جمله اعضای هیئت داوران آن هستند.